# EMUI
EMUI (познат као Magic UI на Honor уређајима) је мобилни оперативни систем изведен из Андроида који је развило кинеско технолошко предузеће Huawei. Користи се на смартфонима и таблетима.